# 1965 في بيرو
فيما يلي قوائم الأحداث التي وقعت خلال عام 1965 في بيرو.

## سياسة

### تعيين في المنصب
- 28 يوليو – لويس سانشيز رئيس مجلس شيوخ بيرو ‏.
- 15 سبتمبر – فالنتين بانياغوا Minister of Justice and Human Rights  [لغات أخرى]‏.

## مواليد

### يناير
- 1 يناير – مارتين بيريز سياسي بيروفي.

### فبراير
- 19 فبراير – خايمي بايلي

## وفيات

### يناير
- 1 يناير – برناردو ريفيرو (مواليد 1889) رسام بيروفي.